# Warrego Valles
Los Warrego Valles son un conjunto de canales en un antiguo valle fluvial en el cuadrángulo de Thaumasia de Marte, ubicado a 42,2 ° de latitud sur y 93 ° de longitud oeste. Tienen 188 km de largo y recibieron su nombre de un río australiano moderno, el río Warrego.
Las imágenes de Mariner 9 y Viking Orbiter mostraron una red de valles ramificados en Thaumasia llamada Warrego Valles. Estas redes son evidencia de que Marte pudo haber sido una vez más cálido, más húmedo y quizás tuvo precipitaciones en forma de lluvia o nieve. A primera vista se parecen a los valles de los ríos en la Tierra. Pero imágenes más nítidas de cámaras más avanzadas revelan que los valles no son continuos. Son muy antiguas y pueden haber sido erosionadas. Una imagen a continuación muestra algunos de estos valles ramificados. Un estudio con el Mars Orbiter Laser Altimeter, el sistema de imágenes de emisión térmica (THEMIS) y la cámara del Mars Observer (MOC) apoyan la idea de que Warrego Valles se formó a partir de la precipitación.